# Crochat
Crochat est une ancienne entreprise de construction de matériel ferroviaire créée en 1899 par Henry Crochat. Elle est surtout connue pour la construction de locomotives et d'automotrices pétroléo-électriques.

## Historique
- 1899 - Fondation de l'entreprise par Henry Crochat
- De 1908 à 1918 - Construction de 420 locomotives pétroléo-électriques
  - 100 de 14 t pour voie de 0,60 m (voie du système Péchot)
  - 130 de 22 t pour voie normale
  - 90 de 44 t pour voie normale
- 1921: Camion Crochat
- 1924 Acquisition des brevets par Decauville
- 1926 - Fondation: Société Auxiliaire d'Entreprise (S.A.E.) par Henry Crochat
- 1928 - Mise en liquidation

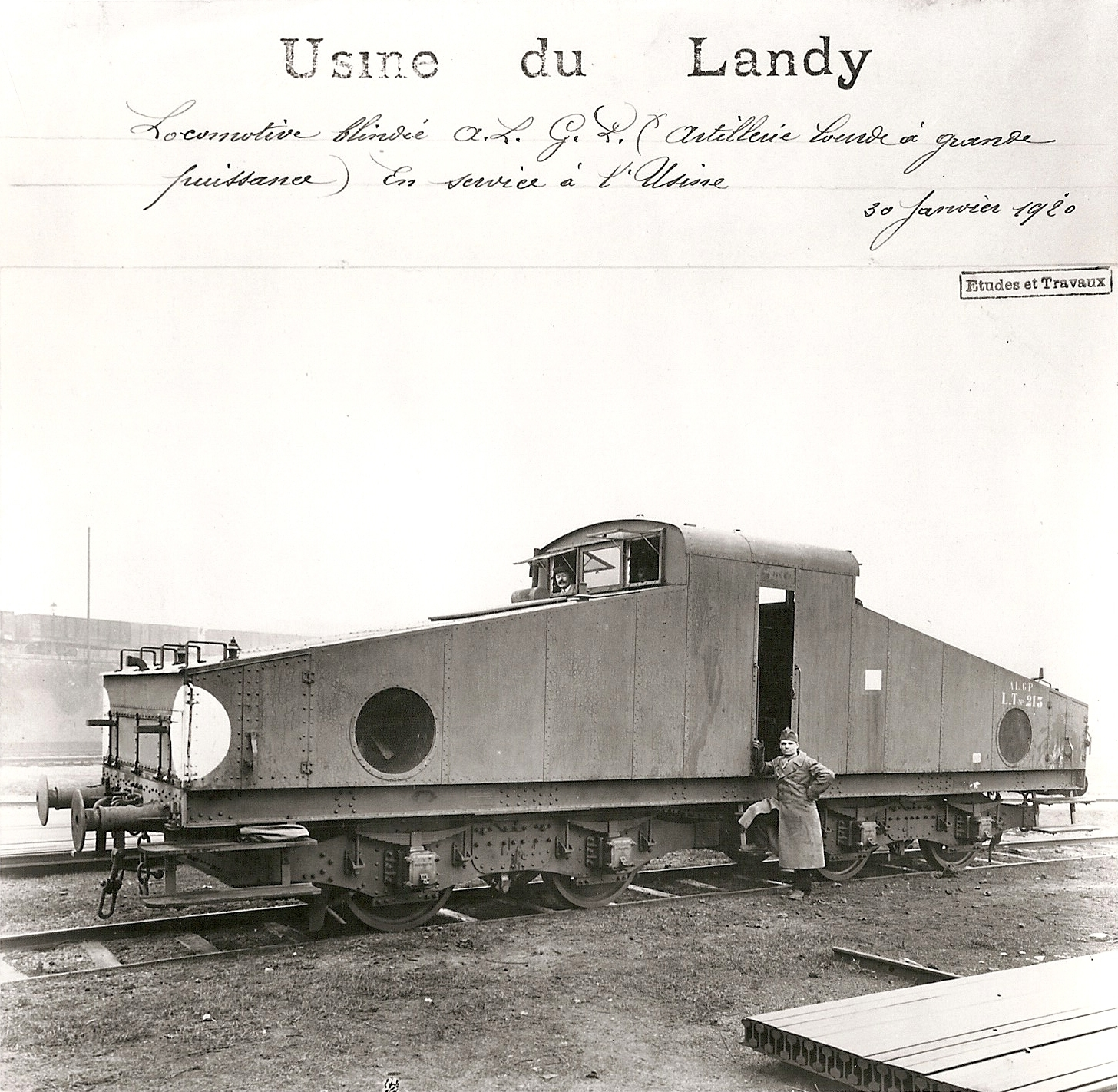
Une locomotive Crochat type 44 L 4 N en service à l'usine à gaz du Landy en 1920.
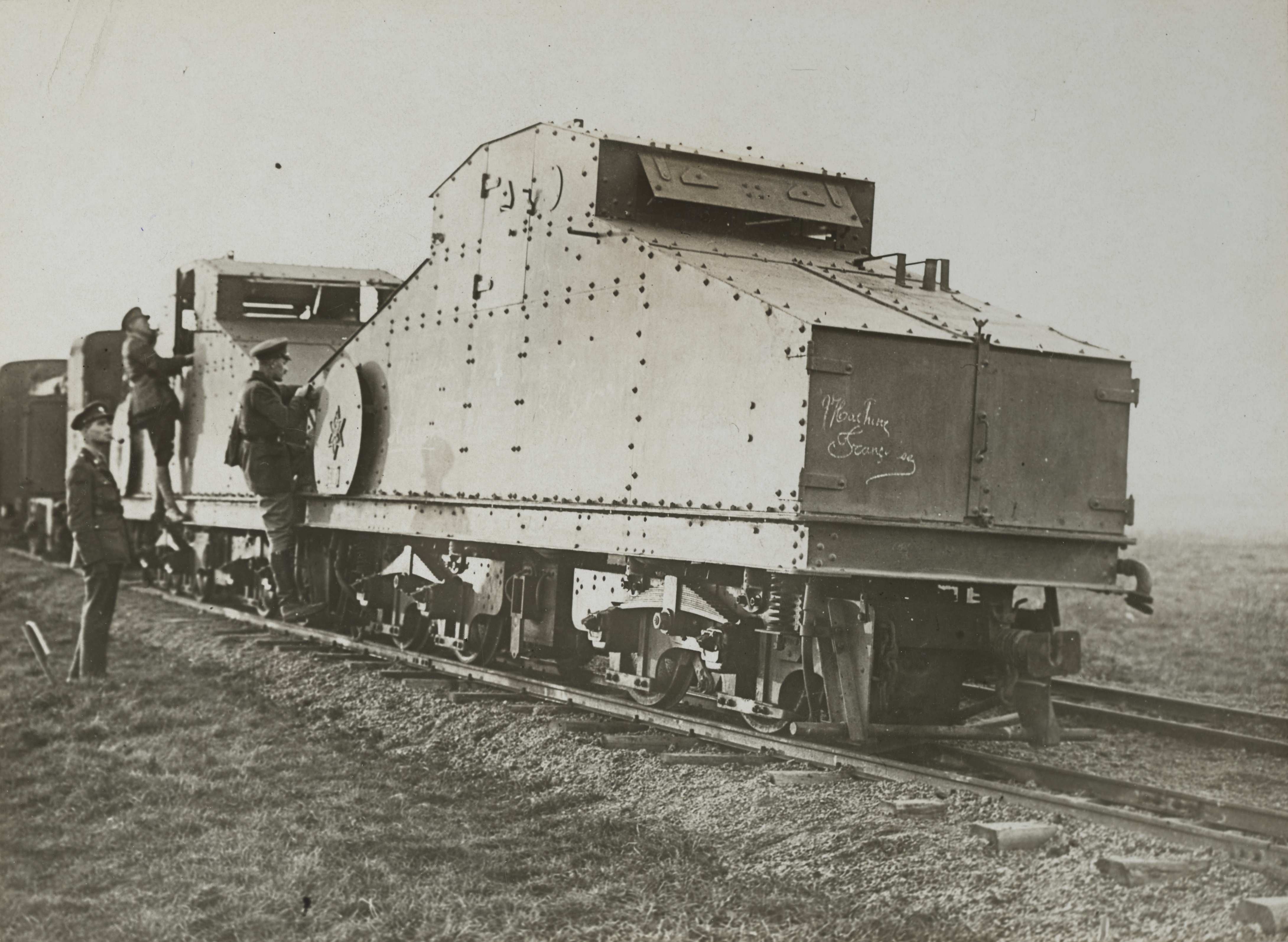
Un locotracteur blindé Crochat à voie de 60 cm, durant la Première Guerre mondiale.
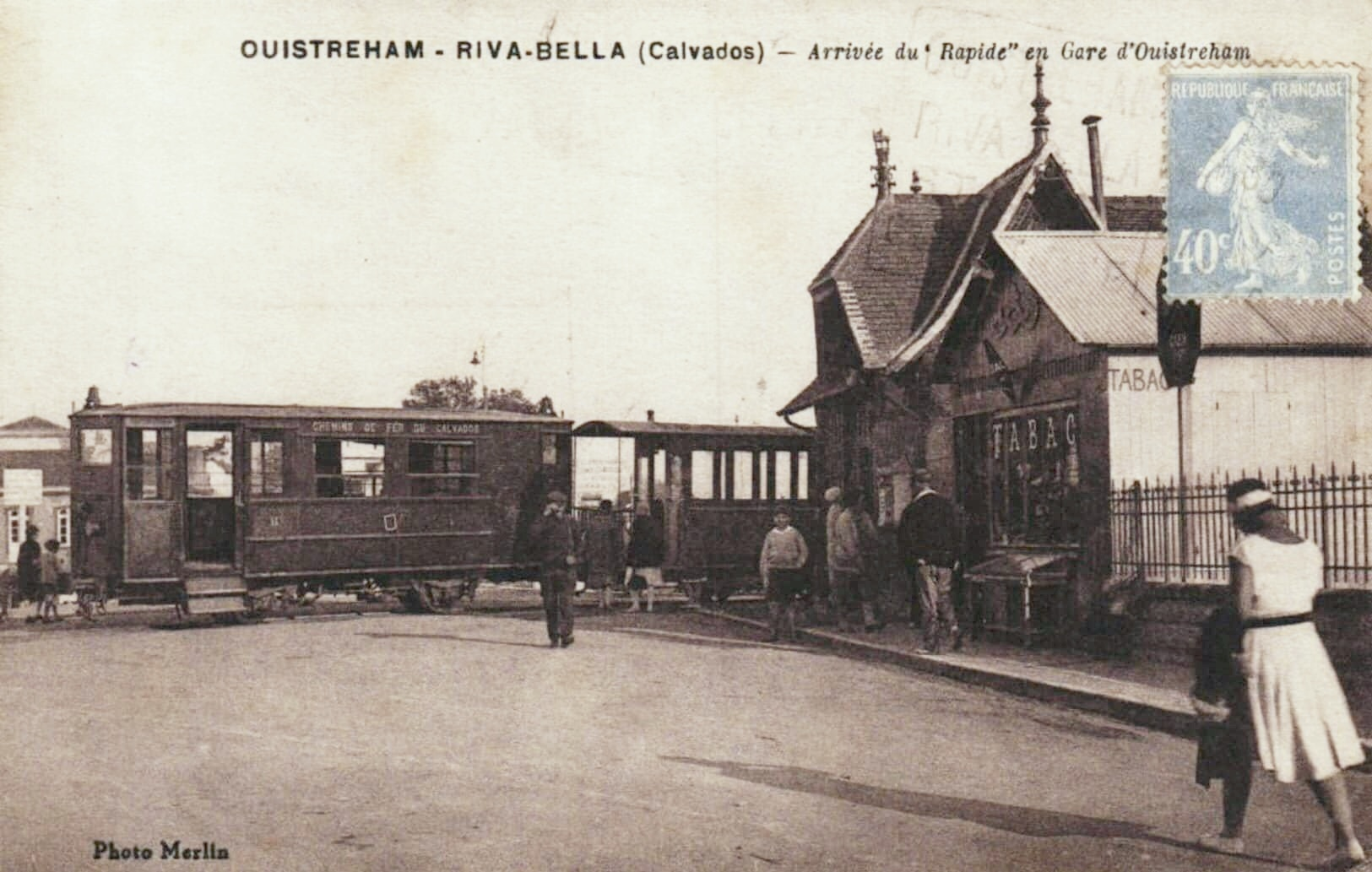
Automotrice Crochat des Chemins de fer du Calvados.
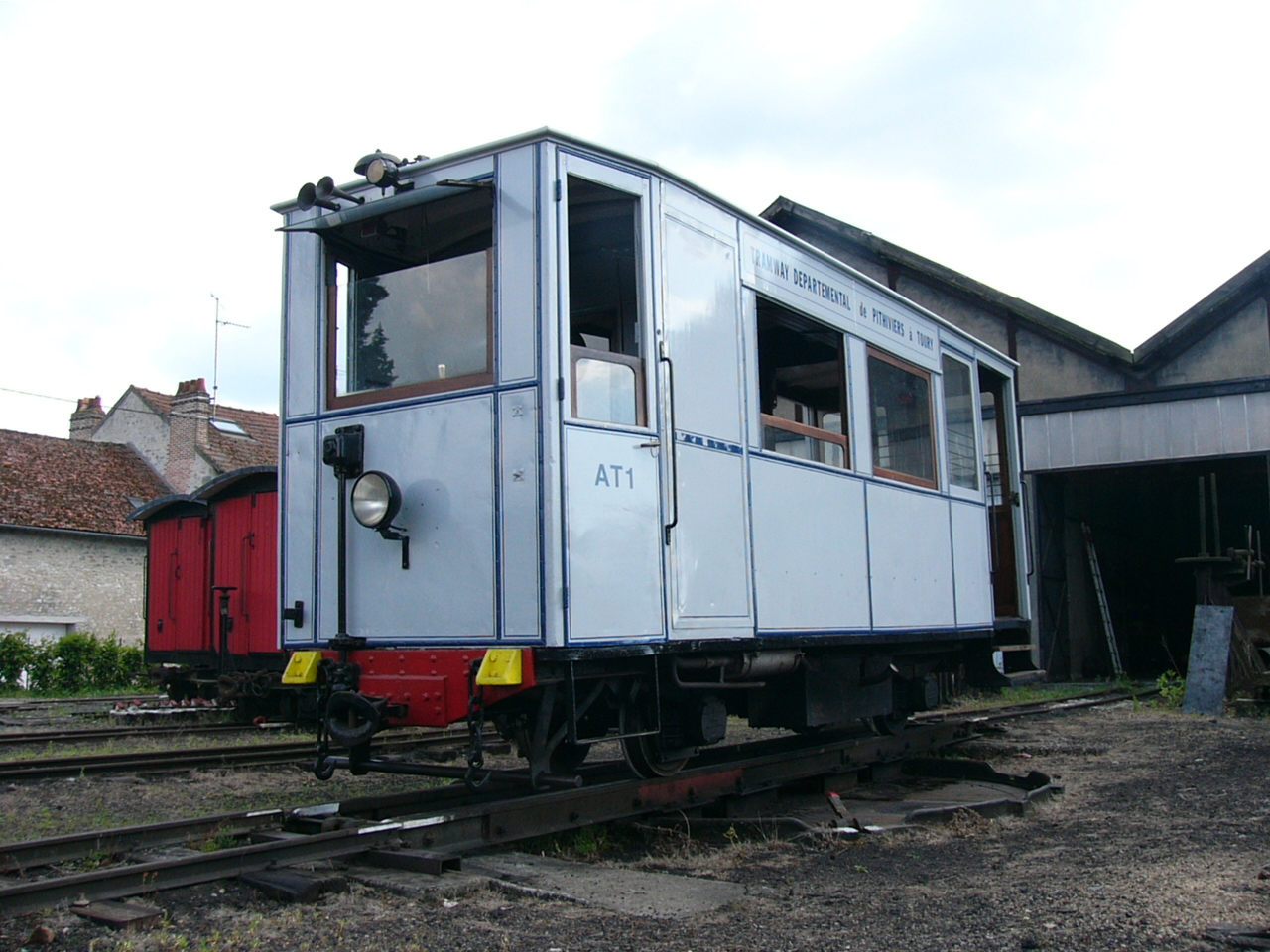
Automotrice Crochat rénovée du Musée des transports de Pithiviers.

## Matériel préservé
- Musée des transports de Pithiviers - automotrice pétroléo-électrique AT1 Crochat du Tramway de Pithiviers à Toury (1922).
- Chemin de fer touristique du Tarn - cinq locotracteurs Crochat de 1918 à 6 essieux moteurs pour voie de 50.(ex Salins du Midi).  L'un d'eux est classé Monument historique
- Le p'tit train de Saint-Trojan - automotrice pétroléo-électrique AT3 du TPT (1926), caisse reconstruite[1].
- Chemin de fer de l'Allier à Montmarault - locomotive Crochat à voie normale 44 L 4 N dans un état très proche de celui d'origine
- Un locotracteur blindé (unique) en voie d'écartement de 60 cm ex-5e régiment du génie de Versailles, et maintenant confié à l'association Train des Forts au fort d'Uxegney dans les Vosges (non visible sauf en cas de  manifestation spéciale).